# Solita Salgado
Solita (Maria Soledad) Salgado (Bogotà, 7 luglio 1914 – Parigi, 13 gennaio 1987) è stata un'aviatrice e nuotatrice colombiana naturalizzata francese.

## Biografia
Figlia di un uomo d'affari colombiano e della madre d'origine francese, grazie ai numerosi viaggi del padre la Salgado fa la spola tra Francia e Colombia alcune volte, per poi stabilirsi in Francia ottenendone la cittadinanza nel 1928.
Nel 1926, a giugno, vince i campionati di Parigi nei 100 metri stile libero e a dicembre batte il record di Francia nei 200 metri stile libero alla piscina Champerret. Paris Soir chiama affettuosamente la giovane nuotatrice petite mouette sauvage, (piccolo gabbiano selvaggio) in riferimento al gruppo sportivo Les Mouettes di cui fa parte dall'ottobre del 1927, dopo aver effettuato, nel luglio dello stesso anno, la traversata di Parigi a nuoto lungo la Senna.
Nel 1928, già campionessa, la Salgado abbassa il record di Francia nei 200 metri..A Parigi, nel luglio 1929, vince nei 100 metri dorso e nei 400 metri stile libero, abbassando i record precedenti e nello stesso anno migliora i record di Francia nei 200 metri, 400 metri e 500 metri stile libero e si guadagna il premio annuale alla migliore sportiva francese dell'Accademia degli sport.  Nel 1930, ai campionati mondiali a Darmstad vince la gara dei 100 metri stile libero e 100 metri dorso;  ai campionati di Francia di nuoto, vince i 100 metri dorso. Batte il record europeo nella prova dei 500 metri stile libero in 7 minuti, 50 secondi e sei decimi.
Il 6 febbraio del 1932, La Vanguardia di Barcellona le dedica la copertina, dove campeggia la sua foto mentre sta per tuffarsi e il 28 giugno dello stesso anno, nei 100 metri dorso, conquista il titolo di campionessa di Francia.. Nel 1934, vince i campionati di Francia ex aequo con Louisette Fleuret.
Dichiara di non concepire gli sport femminili che comportano uno sforzo troppo violento, ed è talmente aggraziata che il poeta Claude Roy le ha dedicato una poesia. Nel 1937 si ritira dalle gare e si stabilisce in Costa Azzurra per assistere la madre malata. Torna a Parigi e riprende a gareggiare per le Mouettes nell'ottobre del 1938.
Ha prestato servizio nelle Forces aériennes françaises libres (FAFL). nel corso della seconda guerra mondiale e, in seguito, in Indocina e nella Guerra d'Algeria con il grado di comandante
Si è spenta a Parigi il 13 gennaio 1987.